# Benjamin Schaefer
Benjamin Schaefer (* 20. Februar 1981 in Braunschweig) ist ein deutscher Jazzpianist, Komponist und Musikpädagoge.

## Leben und Wirken
Schaefer wuchs in Braunschweig auf und erhielt Unterricht bei Otto Wolters. Von 2001 bis 2008 studierte er Jazzpiano und Komposition an der Hochschule für Musik und Tanz Köln bei Frank Wunsch, Hans Lüdemann, John Taylor und Joachim Ullrich. Daneben war er Mitglied im JugendJazzOrchester NRW und des Bundesjazzorchesters (BuJazzO), mit denen er auf zahlreiche Tourneen ging. 2004 erschien sein Debütalbum Shapes & Colours (Double Moon Records/Jazz thing Next Generation) mit Eigenkompositionen, aufgenommen mit seinem Trio aus Marcus Rieck und Robert Landfermann.
Nach zehn Jahren und drei Alben mit Rieck und Landfermann wollte Schaefer eine in den Klangfarben außergewöhnlichere Besetzung, wozu in seinem 2014 gegründeten Quintett Quiet Fire besonders die Harfenistin Kathrin Pechlof beitrug. Das gleichnamige Album des Quintetts wurde im Kammermusiksaal des Deutschlandfunks aufgenommen und 2015 bei Nwog Records veröffentlicht. Für sein Soloalbum Power ließ sich Schaefer nach eigenen Angaben von den vier Elementen und der Fibonacci-Zahlenreihe inspirieren.
Des Weiteren spielt Schaefer in Katrin Scherers Momentum sowie im Bandprojekt Expressway Sketches mit Max Andrzejewski und Tobias Hoffmann; Expressway Sketches brachte bislang vier Alben heraus: das gleichnamige Debüt 2010, 2012 Bling, 2015 (zum Quartett erweitert) Love Surf Music und 2019 Surfin’ the Day – Lovin’ the Night.
Neben seiner Tätigkeit als Musiker ist Schaefer seit 2009 Dozent für Jazz-Klavier an der Musikhochschule Köln. Zwischen 2013 und 2022 war er im Vorstand der Union Deutscher Jazzmusiker.

## Preise und Auszeichnungen
Mit seinem Benjamin Schaefer Trio gewann er 2007 beim Concours du Jazz Européen in Avignon den Publikumspreis und den Preis für die beste Komposition. Im gleichen Jahr erhielt das Trio zudem den Niedersächsischen Jazzpreis. 2011 erhielt er den Förderpreis der Stadt Köln (Horst und Gretl Will-Stipendium für Jazz und Improvisierte Musik).

## Diskographische Hinweise
- Roots and Wings (Enja, 2008, mit Robert Landfermann, Marcus Rieck)
- Beneath the Surface (Enja Records, 2010, mit Stephan Braun, Holger Werner, Niels Klein, Robert Landfermann, Marcus Rieck, Christoph König)
- Expressway Sketches (JazzHausMusik, 2010, mit Max Andrzejewski, Tobias Hoffmann)
- Leaves Like Snow (Double Moon, 2012, mit Robert Landfermann, Marcus Rieck)[4]
- Quiet Fire (NWog 2015, mit James Wylie, Kathrin Pechlof, Igor Spallati, Max Andrzejewski)
- Expressway Sketches Surfin’ the Day – Lovin’ the Night (Klaeng; 2019, mit Tobias Hoffmann, Max Andrzejewski, Lukas Kranzelbinder sowie Johannes Schleiermacher)[5]
- Stone Flowers (For the Records 2023, mit Michael Heupel, Jan Schreiner, Leif Berger)[6]
- Power (For the Records 2024)[3]

## Lexikalische Einträge
- Jürgen Wölfer: Jazz in Deutschland. Das Lexikon. Alle Musiker und Plattenfirmen von 1920 bis heute. Hannibal, Höfen 2008, ISBN 978-3-85445-274-4.